# Liste de films tournés dans le département de l'Aveyron
Un certain nombre d'œuvres cinématographiques et télévisuelles ont été tournés dans le département de l'Aveyron.
Voici une liste à compléter de films, téléfilms, feuilletons télévisés, films documentaires... tournés dans le département de l'Aveyron, classés par commune et lieu de tournage et date de diffusion.
- Haut – A
- B
- C
- D
- E
- F
- G
- H
- I
- J
- K
- L
- M
- N
- O
- P
- Q
- R
- S
- T
- U
- V
- W
- X
- Y
- Z

## A
- Haut – A
- B
- C
- D
- E
- F
- G
- H
- I
- J
- K
- L
- M
- N
- O
- P
- Q
- R
- S
- T
- U
- V
- W
- X
- Y
- Z

- Alpuech
  - 2010 : La Princesse de Montpensier de Bertrand Tavernier[1]

- Aubrac
  - 2010 : La Princesse de Montpensier de Bertrand Tavernier

## B
- Haut – A
- B
- C
- D
- E
- F
- G
- H
- I
- J
- K
- L
- M
- N
- O
- P
- Q
- R
- S
- T
- U
- V
- W
- X
- Y
- Z

- Bertholène
  - 1981 : Malevil de Christian de Chalonge[2]
  - 2003 : Fanfan la Tulipe de Gérard Krawczyk[2]

- Bonneval
  - 2014 : Le temps de quelques jours de Nicolas Gayraud

## C
- Haut – A
- B
- C
- D
- E
- F
- G
- H
- I
- J
- K
- L
- M
- N
- O
- P
- Q
- R
- S
- T
- U
- V
- W
- X
- Y
- Z

- Camjac
  - 1980 : La Grande Chasse de Jean Sagols[3]

- Conques
  - 1997 : Un amour de sorcière de René Manzor

## D
- Haut – A
- B
- C
- D
- E
- F
- G
- H
- I
- J
- K
- L
- M
- N
- O
- P
- Q
- R
- S
- T
- U
- V
- W
- X
- Y
- Z

- Decazeville
  - 1957 : La Montagne qui brûle (documentaire) d'Henri Champetier
  - 1986 : Bleu comme l'enfer d'Yves Boisset
  - 1997 : Héroïnes de Gérard Krawczyk

## E
- Haut – A
- B
- C
- D
- E
- F
- G
- H
- I
- J
- K
- L
- M
- N
- O
- P
- Q
- R
- S
- T
- U
- V
- W
- X
- Y
- Z

- Espalion
  - 1950 : Nous irons à Paris de Jean Boyer
  - 2005 : Saint-Jacques... La Mecque de Coline Serreau

## G
- Haut – A
- B
- C
- D
- E
- F
- G
- H
- I
- J
- K
- L
- M
- N
- O
- P
- Q
- R
- S
- T
- U
- V
- W
- X
- Y
- Z

- Goutrens
  - 1944 : Farrebique de Georges Rouquier
  - 1983 : Biquefarre de Georges Rouquier

## L
- Haut – A
- B
- C
- D
- E
- F
- G
- H
- I
- J
- K
- L
- M
- N
- O
- P
- Q
- R
- S
- T
- U
- V
- W
- X
- Y
- Z

- La Couvertoirade

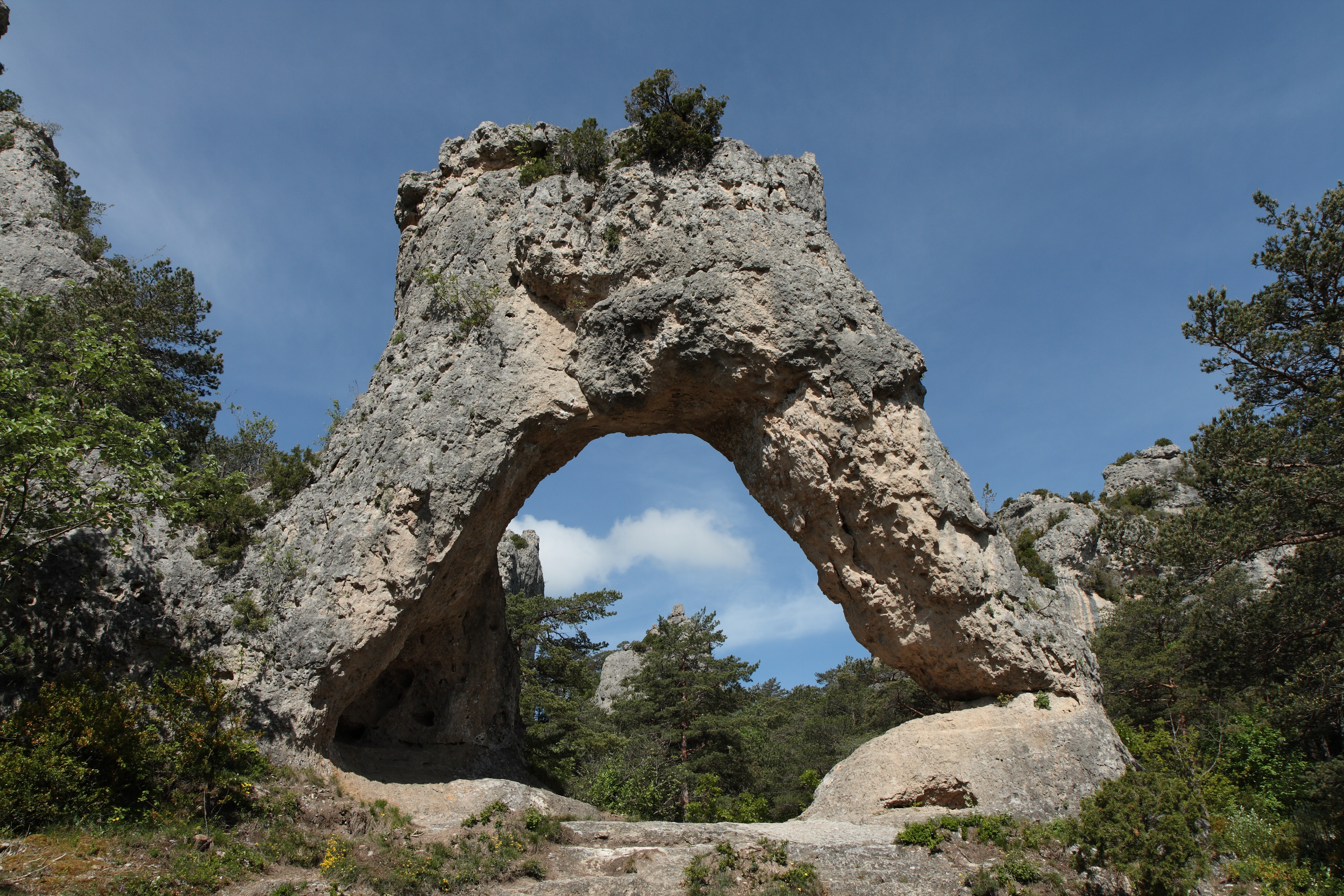
La Porte-de-Mycene dans le Chaos de Montpellier-le-Vieux à La Roque-Sainte-Marguerite où fut tourné une partie de La Grande Vadrouille de Gérard Oury

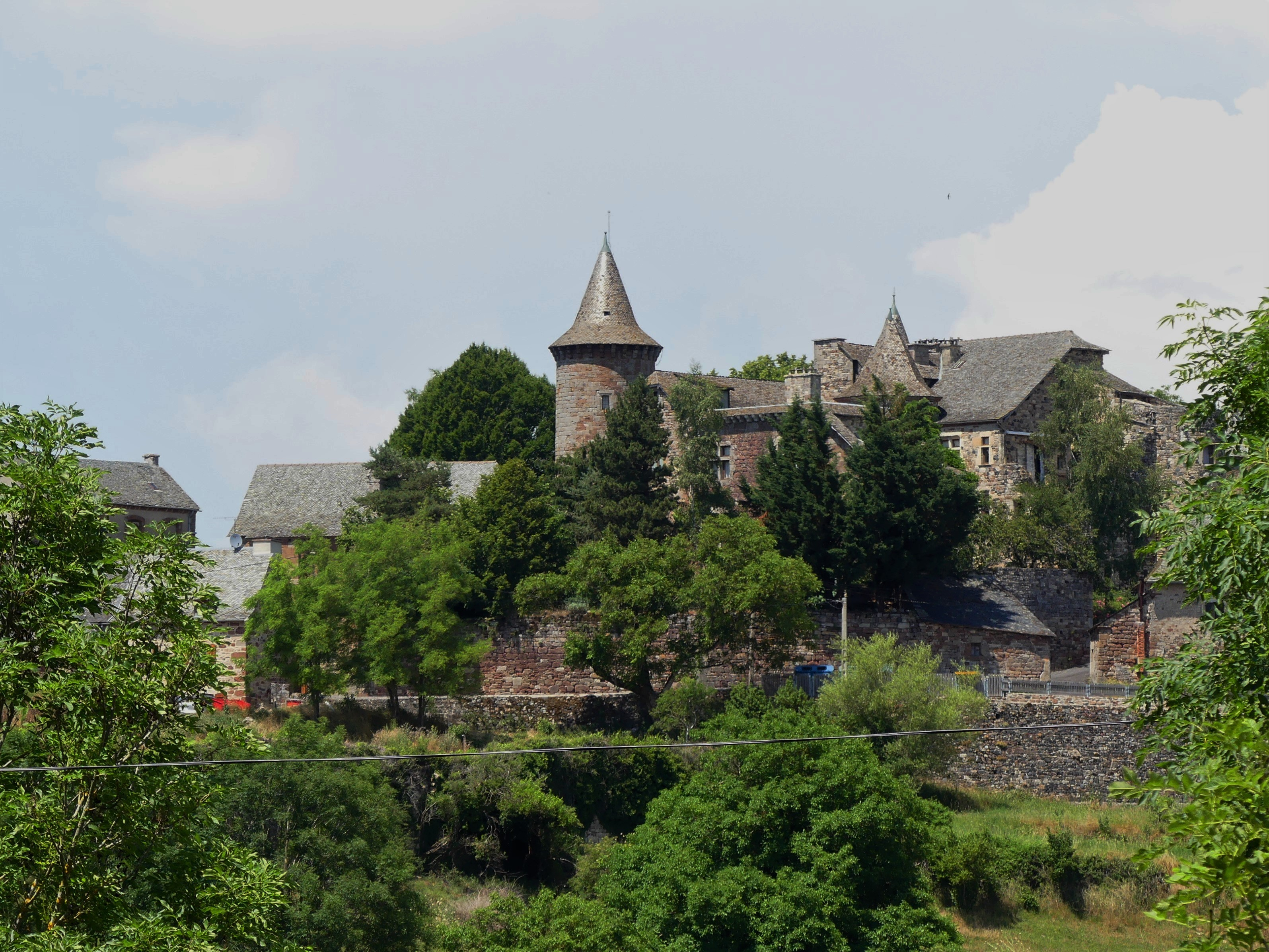
Le château de Roquelaure à Lassouts où fut tourné une partie de La Vie de château de Jean-Paul Rappeneau

  - 1962 : Cartouche de Philippe de Broca

- La Roque-Sainte-Marguerite
  - 1961 : Le Miracle des loups d'André Hunebelle[4]
  - 1966 : La Grande Vadrouille de Gérard Oury[5]

- Lacalm
  - 2010 : La Princesse de Montpensier de Bertrand Tavernier

- Larzac
  - 1962 : Cartouche de Philippe de Broca
  - 2009 : Les brebis font de la résistance de Catherine Pozzo Di Borgo
  - 2011 : Tous au Larzac de Christian Rouaud

- Lassouts
  - 1962 : La Vie de château de Jean-Paul Rappeneau (Château de Roquelaure)

- Ledergues
  - 2005 : Jaurès, naissance d'un géant de Jean-Daniel Verhaeghe

## M
- Haut – A
- B
- C
- D
- E
- F
- G
- H
- I
- J
- K
- L
- M
- N
- O
- P
- Q
- R
- S
- T
- U
- V
- W
- X
- Y
- Z

- Meyrueis - Gorges de la Jonte
  - 1961 : Le Miracles des loups d'André Hunebelle
- Millau
  - 1983 : T'es heureuse ? Moi, toujours... de Jean Marbœuf

- Viaduc de Millau
  - 2007 : Les Vacances de Mr. Bean de Steve Bendelack
  - 2010 : Les Châtaigniers du désert de Caroline Huppert[6]

- Montpellier-le-Vieux
  - 1966 : La Grande Vadrouille de Gérard Oury

## N
- Haut – A
- B
- C
- D
- E
- F
- G
- H
- I
- J
- K
- L
- M
- N
- O
- P
- Q
- R
- S
- T
- U
- V
- W
- X
- Y
- Z

- Najac

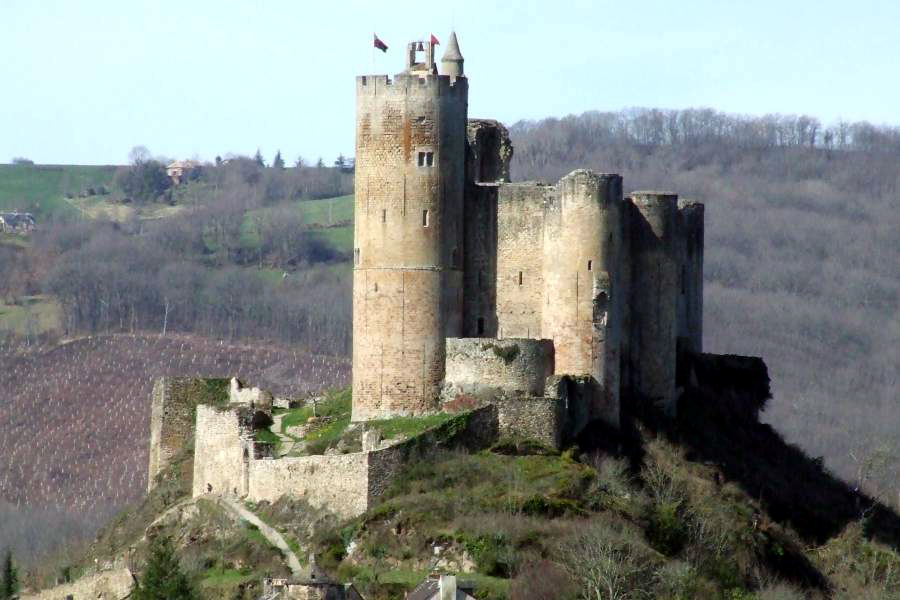
Château de Najac

  - 1973 : Les Coqs de Minuit de Édouard Logereau, d'après le roman de Pierre Gamarra
  - 2002 : Fanfan La Tulipe de Gérard Krawczyk[7]
  - 2003 : La Vie comme elle va de Jean-Henri Meunier
  - 2006 : Ici Najac, à vous la terre de Jean-Henri Meunier
  - 2010 : Rien à perdre de Jean-Henri Meunier
  - 2012 : Y'a pire ailleurs de Jean-Henri Meunier

## P
- Haut – A
- B
- C
- D
- E
- F
- G
- H
- I
- J
- K
- L
- M
- N
- O
- P
- Q
- R
- S
- T
- U
- V
- W
- X
- Y
- Z

- Paulhac-en-Margeride
  - 1993 : Justinien Trouvé ou le Bâtard de Dieu de Christian Fechner

- Peyreleau
  - 1966 : La Grande Vadrouille de Gérard Oury[8]

- Prévenchères
  - 1993 : Justinien Trouvé ou le Bâtard de Dieu de Christian Fechner[9]

## R
- Haut – A
- B
- C
- D
- E
- F
- G
- H
- I
- J
- K
- L
- M
- N
- O
- P
- Q
- R
- S
- T
- U
- V
- W
- X
- Y
- Z

- Rignac
  - 1990 : Les héros sont immortels d'Alain Guiraudie[10]

## S
- Haut – A
- B
- C
- D
- E
- F
- G
- H
- I
- J
- K
- L
- M
- N
- O
- P
- Q
- R
- S
- T
- U
- V
- W
- X
- Y
- Z

- Saint-André-de-Vézines
  - 1978 : Les Raisins de la mort de Jean Rollin

- Sébrazac
  - 2005 : Saint-Jacques… La Mecque de Coline Serreau

- Sénergues
  - 2005 : Saint-Jacques… La Mecque de Coline Serreau

- Sévérac-l'Église
  - 1981 : Malevil de Christian de Chalonge

- Sévérac-le-Château
  - 1976 : Calmos de Bertrand Blier[11]
  - 2016 : Rester vertical d'Alain Guiraudie[12]

## V
- Haut – A
- B
- C
- D
- E
- F
- G
- H
- I
- J
- K
- L
- M
- N
- O
- P
- Q
- R
- S
- T
- U
- V
- W
- X
- Y
- Z

- Veyreau
  - 2003 : Lune rousse de Laurent Dussaux

- Villefranche-de-Rouergue
  - 1945 : L'Espoir d'André Malraux